# Nong Yai (huyện)
Nong Yai (tiếng Thái: หนองใหญ่) là một huyện (‘‘amphoe’’) ở tỉnh Chonburi, Thái Lan.

## Lịch sử
Tiểu huyện (King Amphoe) Nong Yai đã được thành lập ngày 1 tháng 12 năm 1975, khi ba tambon Nong Yai, Khlong Phlu and Nong Suea Chang được tách khỏi Ban Bueng. Đơn vị này đã được nâng thành huyện ngày 13 tháng 7 năm 1981.

## Địa lý
Các huyện giáp ranh (từ phía nam theo chiều kim đồng hồ) là Wang Chan và Pluak Daeng của tỉnh Rayong, Si Racha, Ban Bueng và Bo Thong của tỉnh Chonburi.

## Hành chính
Huyện này được chia thành 5 phó huyện (tambon), các đơn vị này lại được chia thành 24 làng (muban). Nong Yai là một thị trấn (thesaban tambon) nằm trên lãnh thổ toàn bộ  ‘‘tambon’’  Nong Yai. Ngoài ra có 4 Tổ chức hành chính tambon (TAO).
| Số TT | Tên             | Tên tiếng Thái | Số làng | Dân số |  |
| ----- | --------------- | -------------- | ------- | ------ |  |
| 1.    | Nong Yai        | หนองใหญ่        | 6       | 7.530  |  |
| 2.    | Khlong Phlu     | คลองพลู         | 4       | 3.645  |  |
| 3.    | Nong Suea Chang | หนองเสือช้าง     | 5       | 4.106  |  |
| 4.    | Hang Sung       | ห้างสูง          | 5       | 3.333  |  |
| 5.    | Khao Sok        | เขาซก          | 4       | 3.370  |  |